# Monte Catria, Monte Acuto e Monte della Strega
Monte Catria, Monte Acuto e Monte della Strega este o arie protejată (arie de protecție specială avifaunistică — SPA) din Italia întinsă pe o suprafață de 8.844 ha, integral pe uscat.

## Localizare
Centrul sitului Monte Catria, Monte Acuto e Monte della Strega este situat la coordonatele 43°28′58″N 12°42′16″E / 43.4827°N 12.7044°E.

## Înființare
Situl Monte Catria, Monte Acuto e Monte della Strega a fost declarat arie de protecție specială avifaunistică în martie 2003 pentru a proteja 1 specie de plante și 26 de specii de animale.

## Biodiversitate
Situată în ecoregiunea continentală, aria protejată conține 15 habitate naturale: Păduri de fag din Apenini cu Taxus și Ilex, Păduri de Quercus ilex și Quercus rotundifolia, Formațiuni de Juniperus communis pe lande sau pajiști calcaroase, Galerii de Salix alba și de Populus alba, Păduri ilirice de stejar și carpen (Erythronio-Carpinion), Pseudostepă cu ierburi și specii anuale de Thero-Brachypodietea, Roci stâncoase cu vegetație pionieră de Sedo-Scleranthion sau Sedo albi-Veronicion dillenii, Pante stâncoase calcaroase cu vegetație casmofită, Pajiști alpine și subalpine calcaroase, Pajiști carstice calcaroase sau bazofile, de Alysso-Sedion albi, Grohotișuri calcaroase și de șisturi calcaroase de la nivelul montan până la nivelul alpin (Thlaspietea rotundifolii), Râuri de munte și vegetația lor lemnoasă cu Salix elaeagnos, Pajiști uscate seminaturale și facies de acoperire cu tufișuri pe substraturi calcaroase (Festuco-Brometalia) (* situri importante pentru orhidee), Păduri de stejar alb estice, Păduri pe pante, grohotișuri și ravene de Tilio-Acerion.
La baza desemnării sitului se află mai multe specii protejate:
- plante (1): Himantoglossum adriaticum
- păsări (26): uliu păsărar (Accipiter nisus), pescăruș albastru (Alcedo atthis), potârnichea de stâncă (Alectoris graeca saxatilis), fâsă-de-câmp (Anthus campestris), acvilă de munte (Aquila chrysaetos), șorecarul comun (Buteo buteo), caprimulg (Caprimulgus europaeus), șerpar (Circaetus gallicus), erete de stuf (Circus aeruginosus), erete vânăt (Circus cyaneus), erete cenușiu (Circus pygargus), ciocănitoare pestriță mare (Dendrocopos major), presură de grădină (Emberiza hortulana), Eudromias morinellus, șoim călător (Falco peregrinus), cinteză (Fringilla coelebs), sfrâncioc roșiatic (Lanius collurio), ciocârlie de pădure (Lullula arborea), viespar (Pernis apivorus), pitulice de munte (Phylloscopus collybita), pițigoi sur (Poecile palustris), Pyrrhocorax pyrrhocorax, mugurarul (Pyrrhula pyrrhula), aușel cu cap galben (Regulus regulus), turturică (Streptopelia turtur), sturzul de vâsc (Turdus viscivorus)

Pe lângă speciile protejate, pe teritoriul sitului au mai fost identificate 6 specii de păsări.